# Schrotholzkirche Wespen

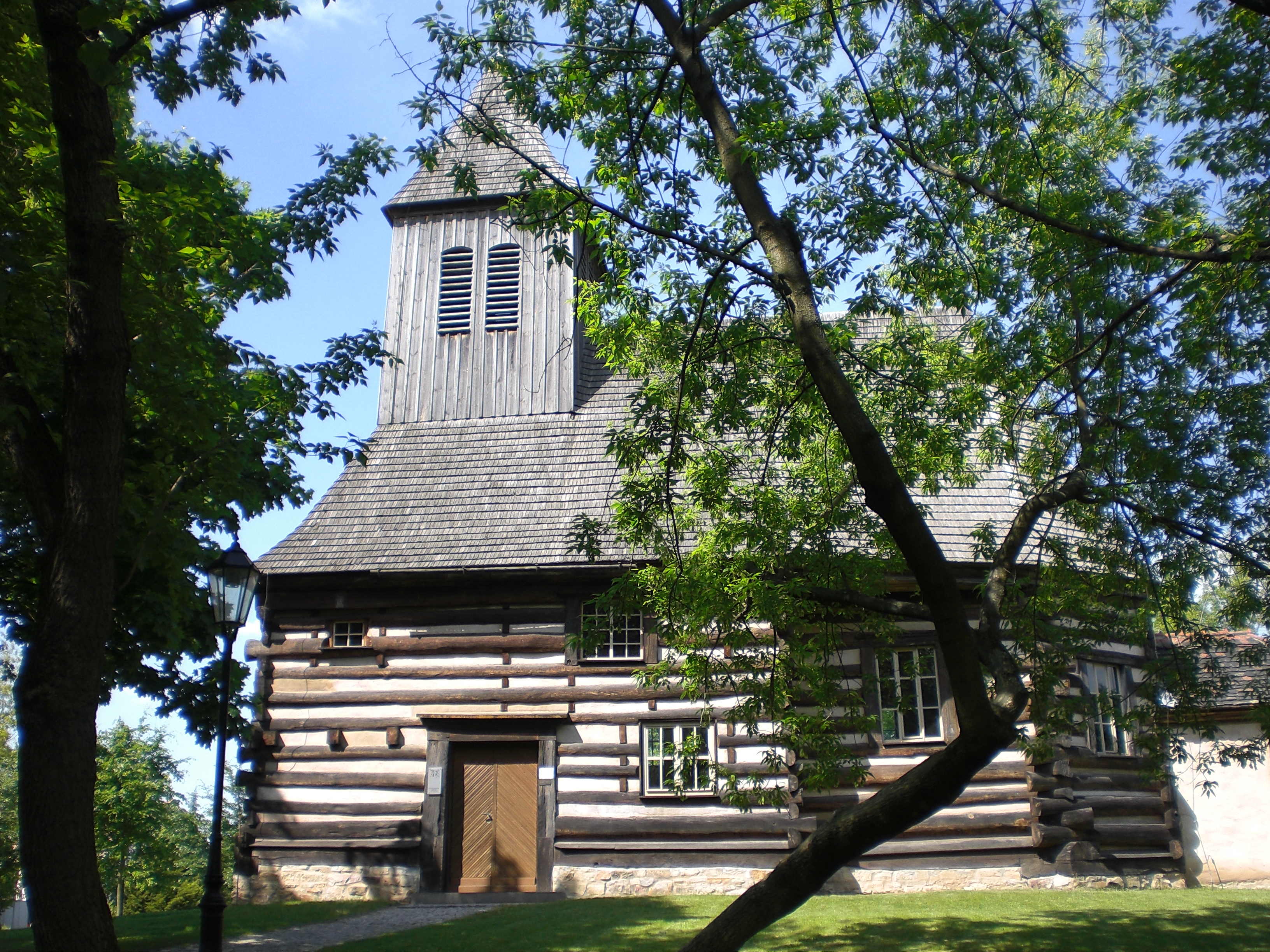
Schrotholzkirche Wespen

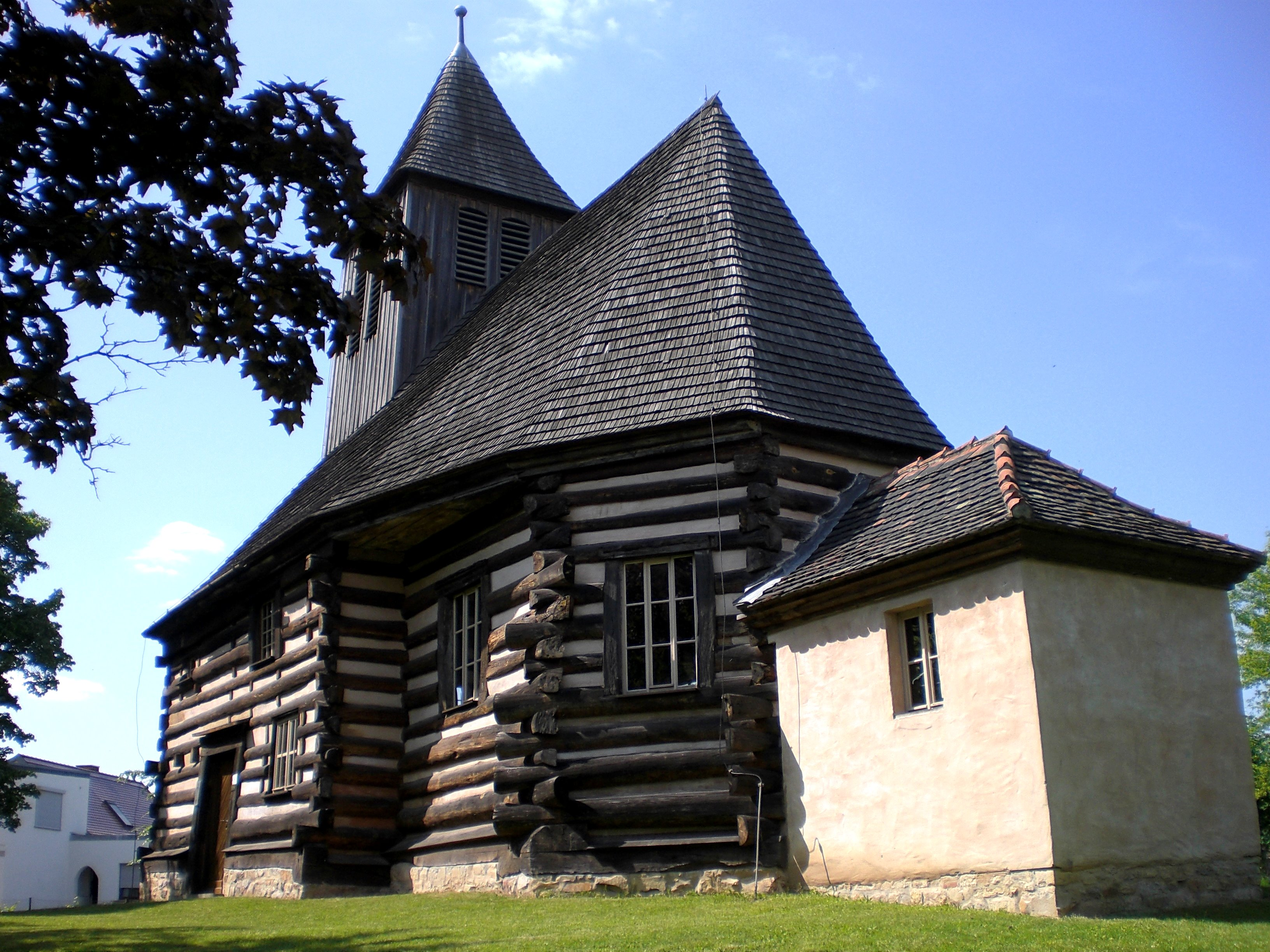
Blick von Südosten

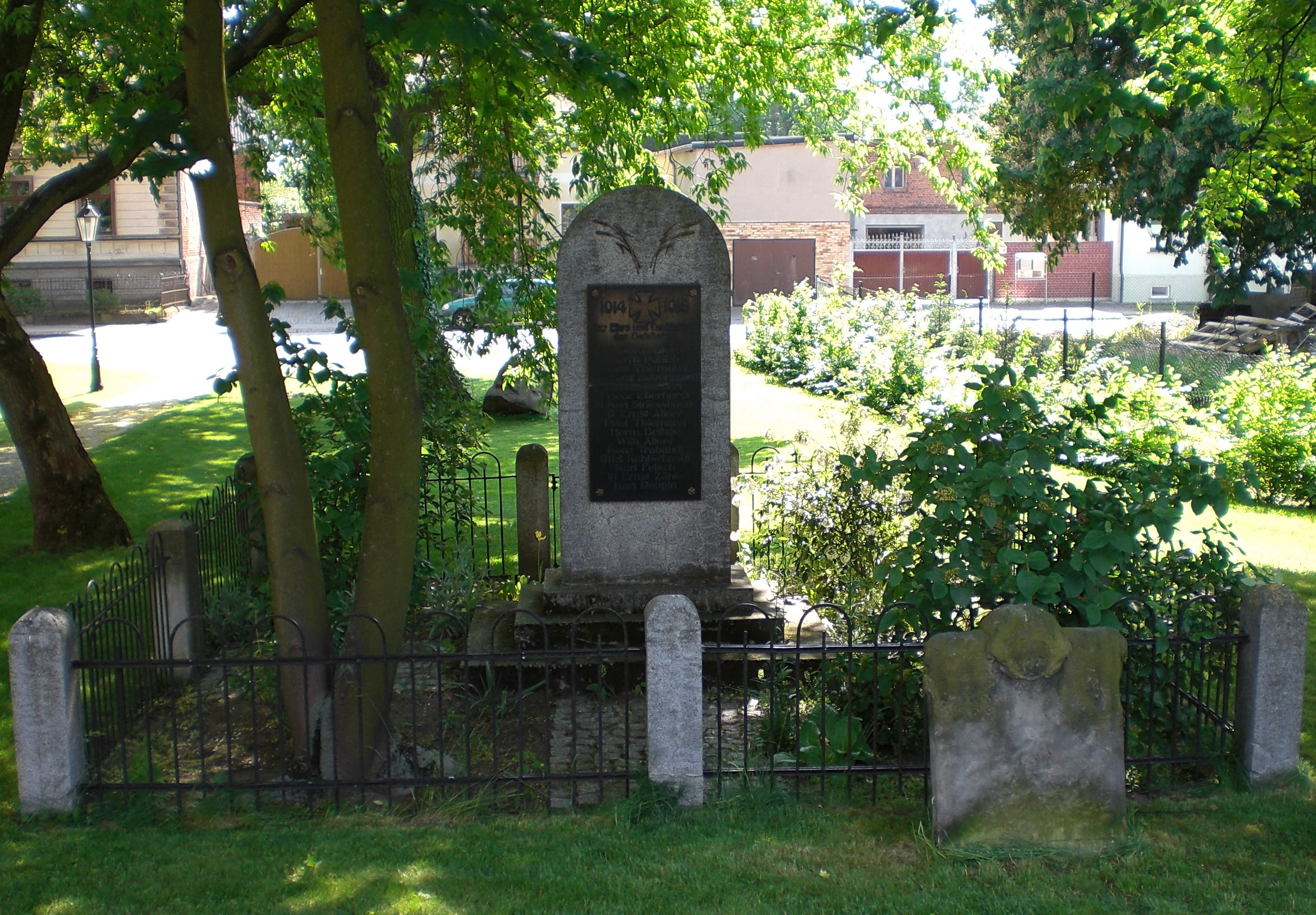
Kriegerdenkmal und historischer Grabstein

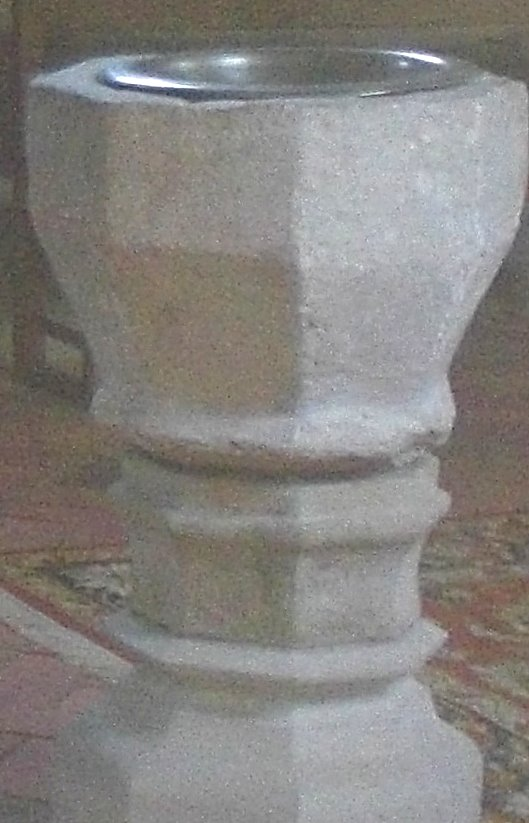
Spätgotischer Taufstein

Die Schrotholzkirche Wespen ist eine evangelische Kirche in Wespen in Sachsen-Anhalt.

## Architektur / Geschichte
Das Kirchengebäude ist in der Bauform der Schrotholzkirchen erbaut und stellt die einzige schindelgedeckte Schrotholzkirche in Deutschland dar. Die kleine aus Holzstämmen in Blockbauweise auf rechteckigem Grundriss errichtete Kirche entstand 1687. Gebaut wurde sie von aus Böhmen in Wespen angesiedelten Exulanten.
Über dem westlichen Giebel befindet sich als Kirchturm ein mit Holzbrettern verkleideter Dachreiter. Der östliche Abschluss des Kirchenschiffs ist polygonal.
Ab 1994 erfolgte eine aufwändige Restaurierung der Kirche. Eine in der Vergangenheit erfolgte Verputzung wurde dabei wieder entfernt.

## Ausstattung
Das Kirchenschiff verfügt über eine flache Holzdecke. An der Westseite befindet sich eine Empore. Bemerkenswert ist ein achtseitiger Taufstein aus der Zeit der Spätgotik und der Rest eines Altaraufsatzes aus der Zeit um 1700, der vor einem bemalten Hintergrund eine geschnitzte Kreuzigungsgruppe darstellt.
In der Kirche befinden sich auch zwei aus Sandstein gefertigte Epitaphe. Eines für den 1726 verstorbenen Johann Matth. Lichtenfeld, das andere von 1730 für die Eheleute Ritter. Bei letztere befinden sich seitlich der Inschriftentafel die Allegorien des Todes.

## Umfeld
Die Kirche befindet sich etwas erhoben mitten im Ort. Südöstlich liegt der Dorfteich. Südwestlich des Eingangs befindet sich ein Kriegerdenkmal für die in den Weltkriegen des 20. Jahrhunderts gefallenen Bürger von Wespen. Vor dem Kriegerdenkmal ist ein historischer Grabstein aufgestellt.